# Góry Karabaskie
Góry Karabaskie (azer. Qarabağ silsiləsi, orm. Ղարաբաղի լեռնաշղթա, trl. Gharabaghi lerrnashght'a, trb. Gharabaghi lernaszychta) – pasmo górskie w Małym Kaukazie, w Azerbejdżanie, rozciągające się pomiędzy dolinami rzek Tərtər i Araks. 
Najwyższym szczytem jest Böyük Kirs (Wielki Kirs) wznoszący się na 2725 m n.p.m. Pasmo zbudowane głównie ze skał osadowych i wulkanicznych. Zbocza porośnięte lasami dębowymi.